# Фогт, Лотар
Лотар Хельмут Фогт (нем. Lothar Helmut Vogt; род. 17 января, 1952, Гёрлиц) — немецкий шахматист; гроссмейстер (1976). Учитель немецкого языка и истории.
Чемпион ГДР среди юношей (1968). Участник 16 чемпионатов ГДР (1967—1985); лучшие результаты: 1977 и 1979 — 1-е; 1980 — 1—2-е места. 
В составе сборной ГДР участник 4-го командного чемпионата Европы (1970) в г. Капфенберге (выиграл бронзовую медаль в команде) и 2-х олимпиад в (1972 и 1988).
Успешно выступал во многих международных соревнованиях: Стари-Смоковец (1972 и 1979) — 1—2-е; Лейпциг (1976) — 3—4-е, 1980 и 1983 — 3—6-е, 1986 — 2—4-е; Сьенфуэгос (1976) — 4—5-е; Будапешт (1976) — 3—4-е, 1986 — 2—4-е; Кечкемет (1977 и 1984) — 1-е и 1—2-е; Галле (1978 и 1981) — 4-е и 2-е; Рига (1981) — 4-е; Поляница-Здруй (1982) — 1—2-е; Гавана (1985) — 3—5-е; Эгер (1985) — 1—3-е места.

## Изменения рейтинга
| Графики недоступны из-за технических проблем. См. информацию на Фабрикаторе и на mediawiki.org. |